# 韋塞萊 (科留基夫卡區)
51°34′17″N 32°11′32″E / 51.57139°N 32.19222°E
韋塞萊（烏克蘭語：Веселе）是烏克蘭北部切爾尼希夫州科留基夫卡區梅納市鎮的村莊，始建於1961年，面積0.36平方公里，海拔高度132米，2001年人口39，人口密度每平方公里108.33人。